# Josep Maria Ventura i Casas

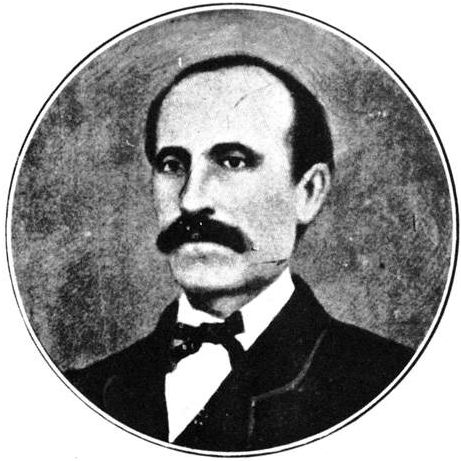
Josep Maria Ventura i Casas alias Pep Ventura

Josep Maria Ventura i Casas (* 2. Februar 1817 in Alcalá la Real, Andalusien; † in Figueres 1875) besonders bekannt unter seinem Künstlernamen Pep Ventura, war ein katalanischer Musiker und Komponist. Er entwickelte als Komponist zusammen mit dem Tänzer und Choreografen Miquel Pardàs die heutige Sardana und formierte dazu die Cobla, das elf-köpfige, katalanische Sardana-Orchester mit seinen zwölf Instrumenten.

## Leben
Josep Maria Ventura wurde 1817 zufälligerweise im andalusischen Alcalá la Real geboren, wohin sein Vater, ein Militärangehöriger, hin abkommandiert war. Mit zwei Jahren kehrte die Familie zurück nach Roses in Katalonien. Als Pep Ventura sechs Jahre alt war, verstarb seine Mutter. Von nun an lebte er bei seinem Opa. Fast in Armut wuchs er mehr auf der Straße als in der Schule auf. Hier lernte er, auf selbstgebastelten Rohr-Flöten zu spielen. Mit 15 Jahren erlernte er das Schneiderhandwerk. Er arbeitete bei einem Schneider, der Leiter der lokalen Cobla war. Hier lernte er, verschiedene Instrumente zu spielen und eignete sich ebenfalls musiktheoretische Kenntnisse an. Man nimmt heute an, dass er bereits ab seinem 18. Lebensjahr mit der Cobla von Figueres spielte. Gegen 1848 wurde er dann wohl selbst der Leiter dieses Ensembles. Damit befand er sich im Innovations-Zentrum der „alten“ Sardana.

## Werk

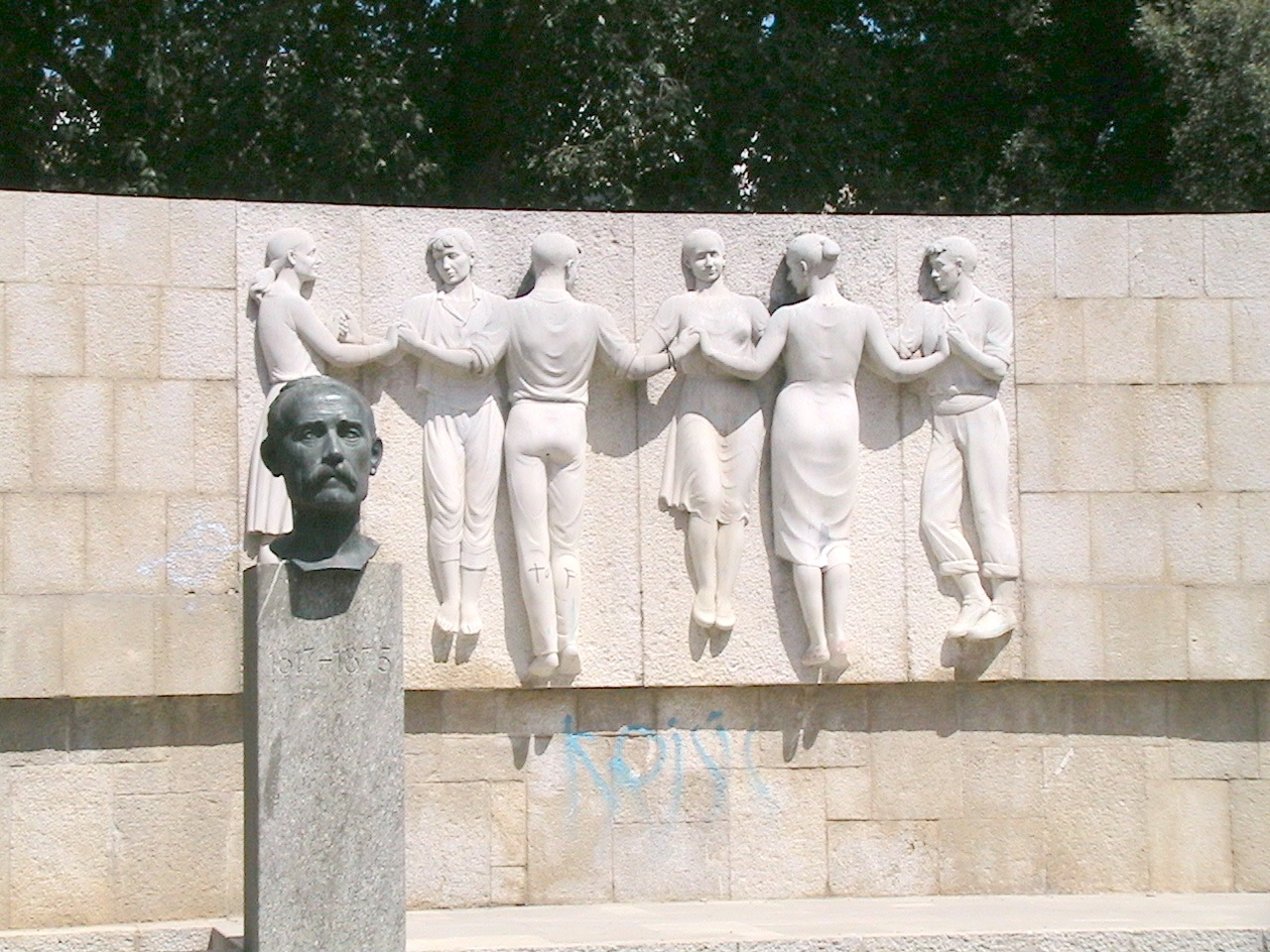
Das Denkmal der Stadt Figueres für "Pep Ventura"

Pep Ventura versuchte, die Kultur der „alten“ Cobla mit vier Instrumenten (Xeremia, Cornamusa, flabiol,  tamborí) und fünf bis sieben Spielern weiterzuentwickeln, indem er neuartige Blechblasinstrumente in das Ensemble integrierte. Die Tatsache, dass er selbst schon Sardanas komponiert hatte, erleichterte es ihm enorm, die Cobla in ein neues Schema zu überführen. Er bestellte bei dem Instrumentenbauer Andreu Turon i Vaquer in Perpignan eine Art „Tenora“, die in wahrhafter Weise die Zukunft vorwegnahm. Er ordnete die „neue“ Cobla in eine vordere Reihe mit den „alten“ Holzblasinstrumenten und eine hintere Reihe mit den „neuartigen“ Blechblasinstrumenten. An den Anfang beider Reihen positionierte er den Bass als Saiteninstrument. Andere Coblen imitierten sein neuartiges Schema, das bis heute für die Sardana beibehalten wird. Musikliebhaber waren entzückt von den Darbietungen dieser neuartigen Formation, in denen solistische Züge stark zum Tragen kamen. Viele begeisterten die neuen Möglichkeiten der Darbietung von volksliedhaften Melodien.
Pep Ventura war ein sehr intuitiver Musiker; er schätzte nicht unbedingt die Mode-Melodien der italienischen Oper aus dieser Zeit. Aber als ein Vorreiter der Folkloremusik schrieb er Sardanas auf alte Volkslieder wie das El cant dels ocells. Er schrieb auch vollkommen neue Stücke wie Per tu ploro („Ich weine um dich“). Letzteres wurde 1872 in Barcelona mit einer verstärkten Cobla von einundzwanzig Musikern uraufgeführt. Pep Ventura schrieb Werke in verschiedenen Formen:
- 312 Sardana llargas (lange Sardanas)
- Viele Sardanas curtes
- Viele Chor-Kompositionen

Insgesamt hat er mehr als 550 Stücke komponiert, in denen er wohl ca. 2000 musikalische Themen verarbeitet hat. Die handschriftlichen Originale befinden sich im Archiv des Orfeó Català.
Pep Ventura verstarb im Jahr 1875 in Figueres. Seine Melodien aber haben ihn für die Katalanen unsterblich gemacht.